# 小木曾汐莉
小木曾汐莉（日语：／ Ogiso Shiori，1992年9月15日—），是日本女性偶像團體「SKE48」Team KII的前成員之一。愛知縣出身，隸屬於ピタゴラス·プロモーション事務所。曾經以三河美少女圖鑑的身分在進行活動。

## 來歷
- 2009年7月31日 - SKE48第3期生選拔合格（參加總數2,396名、合格者13名）。
- 2010年2月25日 - 由研究生升格至Team KII，成為了正式成員（SKE史上最快記録）[1]。
- 2010年3月24日 - 成為了SKE48的第二張單曲蓝天下的单相思的選拔成員，個人初選拔。
- 2011年3月9日 - 睽違了將近一年，再次成為了SKE48的第五張單曲萬歲Venus選拔成員
- 2013年4月17日 - 在SKE48劇場畢業公演
- 2013年5月6日 - 在SKE48最終活動日 SKE48 11th單曲｢巧克力的奴隸｣(劇場盤)個別握手會

## 人物
- 據本人所說，個人的最大魅力為16公分大的BABY FACE。
- 公演口號為「魅力為、小小的臉。我是18歳綽號SHIORIN的小木曽汐莉」。在剛成為正式成員之時，為了想讓大家容易記得她，於是便使用了最有自信的巴掌臉來當做公演口號，另外也有「芝麻糖　芝麻糖　Small Face」這樣的候補口號存在。
- 官方資料上所寫的綽號雖然為「SHIORIN」、但是這其實是在加入SKE48之前便已經取好的綽號。而現在經常使用的是由阿比留李帆所取的「芝麻糖」（取這個綽號的理由是因為臉很小有如芝麻一般的關係）[2]。
- 擁有日本漢字能力検定3級以及實用英語技能検定3級的資格證書。
- 為Team KII的性感擔當（自稱）[3]。
- 雖然外表看起來是8頭身的不錯比例，但是事實上是身高只有153公分的嬌小體型。因為如此、所以本人受雜誌訪問時便說「憧僅著想變成身高高的人什麼的、雖然只是個無法實現的幻想、但如果是一個人站著的話、身高看起來就會比較高了」[4]
- 在還是小學生時、曾經因為認為自己的巴掌臉和周遭的人不同而感到格格不入。直到升上國中之後看了雜誌上的“巴掌臉特集”才開始感受到這是自己的最大魅力。[4]
- 雖然連劇場支配人湯浅都對她寄予了極大的期望、但是本人似乎對此沒有什麼自信的樣子。[1]
- 特技雖然為從小學四年級開始學習了六年的Girls HipHop、不過、在加入SKE48之後遇到了木下有希子等比自己更會跳舞的高手、於是便開始覺得將跳舞作為特技實在是有點害羞了。
- 在SKE48中最要好的成員為Team S的木下有希子。但是由於她和同組的木崎ゆりあ關係越來越好、所以木下吃醋了、並且在部落格上寫下「ゆりあ是"妹妹"、而ゆっこ（木下有希子）是"戀人（男朋友）"」。
- 最想成為的成員是元Team KII的井口栞里。憧僅著她那高達173公分的身高、並認為那樣的身高看到的景象一定非常有趣[5]。
- 為SKE48中其中之一的同好會「貓咪同好會」的成員之一。另外也是「愛猫同好會」的會員兼會長。
- AKB48成員中最尊敬的前輩是大島優子。

## 参加组合曲
teamKII 2nd Stage 「手牵手」公演
- 巧克力的行蹤

## 出演

### 綜藝
- 週刊AKB（2010年3月19日 - 4月2日・5月7日・14日、2011年2月4日・11日、テレビ東京）
- 地元応援バラエティ このへん!!トラベラー（2010年3月23日甚目寺編、中京テレビ）
- AKB48ネ申テレビ（2010年4月30日・9月23日、ファミリー劇場）
- でらSKE〜夜明け前の国盗り48番勝負（2010年11月22日 - 、TBS）
- 知って解決!SKEっとネット（2010年12月20日、NHK名古屋）
- SKE48のアイドル×アイドル（2010年12月20日・27日、中京テレビ）
- スター姫さがし太郎（2011年3月19日・26日、東京電視台）
- SKE48のマジカル・ラジオseason1(2011年10月11日 - 2011年12月27日),season2(2012年4月3日 - 2012年6月26日)日本テレビ

### 電視劇
- 妄想刑警!（2011年2月16日、東海テレビ） - 畢業旅行的學生

### 廣播
- OKAZAKI POWER RADIO（2009年9月5日、エフエム岡崎） - 美少女図鑑として出演
- SKE48 観覧車へようこそ!!（2010年4月26日・6月28日、CBCラジオ）
- SUNSHINE SAKAE presents RADIO SPLASH（2010年4月8日・9月24日・11月11日、エフエム愛知）
- SKE48♥1+1は2じゃないよ!（2010年11月19日、東海ラジオ）

### 廣告
- びっくりドンキー（2010年5月17日 - 24日、テレビ愛知限定で7回のみの放送）
- ASBEE『ASBee100×SKE48』（2010年10月）

### 演唱會
- 名古屋一揆（2009年12月25日、Zepp Nagoya）
- AKB48 リクエストアワーセットリストベスト100 2010 with アメーバピグ（2010年1月22日、SHIBUYA-AX）
- AKB48 満席祭り希望 賛否両論（2010年3月24日・25日、横滨体育馆）
- SKE48 傳說、開始了！ （2010年4月29日、Zepp Nagoya）
- AKB48 AKB48演唱會 沒有驚喜（2010年7月10日・11日、代々木第一体育館）
- SKE48 重溫時間 最佳曲目30 2010 哪個是神曲?（2010年7月31日、名古屋センチュリーホール）
- SKE48 コンサート「汗の量はハンパじゃない」（2010年10月、SHIBUYA-AX、Zepp Nagoya、神戸国際会館こくさいホール）
- Kinect for Xbox 360 Presents 1!2!3!4!ヨロシク!勝負は、これからだ! supported by LAWSON（2010年11月27日、愛知県芸術劇場大ホール）

## 註解
1. 1 2  『総選挙公式ガイドブック』
2. ↑  .   [2011-05-06]. （原始内容存档于2016-03-05）.
3. ↑  .   [2011-05-06]. （原始内容存档于2016-03-05）.
4. 1 2  『日刊スポーツ』総選挙マニフェスト
5. ↑  ＠ぴあ http://www.pia.co.jp/interview/176/index.php （页面存档备份，存于）

## 外部連結
- SKE48公式プロフィール （页面存档备份，存于）
- 小木曽汐莉官方部落格「Let's ごまたんブログ」 （页面存档备份，存于）